# Vrilletta plumbea
Vrilletta plumbea là một loài bọ cánh cứng thuộc họ Ptinidae.